# Vanlig strandsnäcka
Vanlig strandsnäcka (Littorina littorea) är en snäcka som tillhör familjen strandsnäckor. Den har givit namn åt Littorinahavet, ett tidigare stadium av Östersjön som fanns för 3000 år sedan som hade betydligt saltare vatten än dagens Östersjö. 

## Systematik
Vanlig strandsnäcka beskrevs av Carl von Linné 1758 under det vetenskapliga namnet Turbo littoreus och är typart för släktet Littorina.

## Kännetecken
Den vanliga strandsnäckan har en skallängd på upp till 35 millimeter. Storleken blir mindre ju sötare vattnet är. Skalet är oftast gråbrunt men kan variera mycket i färg. Toppen på snäckan bildar en spetsig vinkel. 

## Utbredning
Den vanliga strandsnäckan har sitt huvudsakliga utbredningsområde i Nordeuropa och introducerad till Nordamerika. I Sverige finns den på västkusten ner till sydvästra Östersjön. Under Östersjöns tidigare utvecklingsstadium Littorinahavet förekom snäckan ända upp till mellersta Norrland.

## Levnadssätt
Den vanliga strandsnäckan lägger äggkapslar med 1 till 5 ägg i varje. Ungarna lever pelagiskt i tre veckor innan de sätter sig på en stenig eller klippig strand ovanför medelvattenlinjen. Vid lågvatten befinner de sig ovanför vattenytan men vid högvatten under. De livnär sig på alger. De kan parasiteras av sugmaskar som har en livscykel som fortsätter i fåglar. 

## Användning
Den vanliga strandsnäckan går att äta, antingen efter kokning men även rå. Man har även hittat skal på stenåldersboplatsernas avskrädeshögar.